# Hoykreischeule
Die Hoykreischeule (Megascops hoyi, Synonym:  Otus hoyi), auch Bergwald-Kreischeule oder Hoyeule genannt,  ist eine Art aus der Familie der Eigentlichen Eulen. Sie kommt ausschließlich in Südamerika vor.

## Erscheinungsbild
Mit einer Körpergröße von etwa 24 Zentimetern ist die Hoykreischeule innerhalb ihrer Gattung eine mittelgroße Art. Sie hat relativ kurze, aber auffällige Federohren. Der Gesichtsschleier ist durch einen nur undeutlichen, dunkleren Federrand begrenzt. Die Art kommt in drei Farbmorphen vor. Neben einer grauen Morphe gibt es braune und rote. Die braunen Farbmorphen sind dabei die häufigsten. Die Körperunterseite weist auffällige Längsstreifen auf. Die Augen sind gelb.
Innerhalb ihres Verbreitungsgebietes kann die Hoykreischeule mit mehreren anderen Eulenarten verwechselt werden. Die Tropenkreischeule ist deutlich kleiner und hat kürzere Federohren. Sie besiedelt außerdem etwas niedrigere Höhenlagen. Die Rio-Napo-Kreischeule gleicht in der Körpergröße der Hoykreischeule, ist aber auf der Körperunterseite gesprenkelt.

## Verbreitung und Lebensraum

Verbreitungsgebiet (grün) der Hoykreischeule

Das Verbreitungsgebiet der Hoykreischeule sind die Osthänge der Anden von Cochabamba in Bolivien bis nach Salta, Jujuy und Tucumán in Argentinien. Möglicherweise kommt sie auch in der Provinz Catamarca in Argentinien vor. Der Lebensraum der Hoykreischeule sind Bergwälder in Höhenlagen zwischen 1.000 und 2.800 Meter über NN. Es ist bislang nicht klar, ob es sich bei der Hoykreischeule um einen Stand- oder Zugvogel handelt. Hoykreischeulen, die größere Höhenlagen bewohnen, ziehen aber vermutlich im Winter in niedrigere Lagen.

## Lebensweise
Die Bergwald-Hoykreischeule ist eine nachtaktive Eulenart. Ihr Nahrungsspektrum besteht aus Insekten und Spinnen. Die Fortpflanzungszeit beginnt in der Regel in den Monaten August und September. Als Nistplatz werden in der Regel Baumhöhlen genutzt. Gelegegröße und Brutzeit sind bislang noch nicht hinreichend erforscht. Vermutlich besteht aber ihr Gelege aus zwei bis drei Eiern, die allein vom Weibchen bebrütet werden.